# Zauchensee
Zauchensee est une ville autrichienne, ainsi qu'une station de sports d'hiver faisant partie de l'Espace Salzburg Amadé Sport World.

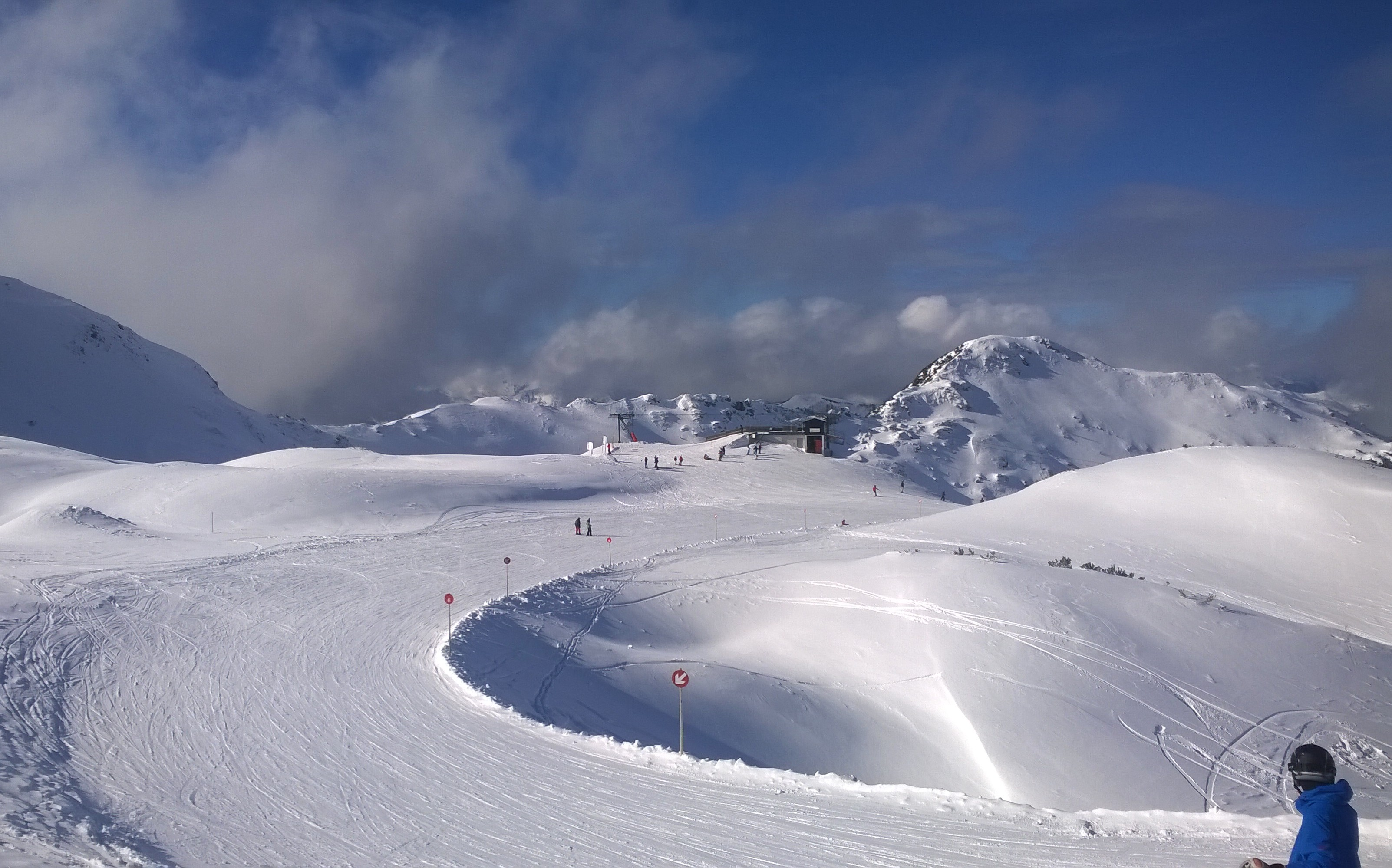
La piste Gamskogelbahn de la station Zauchensee.

La ville a parfois accueilli des compétitions internationales dont la coupe du monde de ski alpin.

## Personnages célèbres
- Michael Walchhofer, skieur alpin.